# ZYN!
ZYN! war ein deutsches Online-Satiremagazin. Im Gegensatz zu klassischen Satiremagazinen erschien es ausschließlich im Internet und verfügte nicht über eine Print-Ausgabe. Sein redaktioneller Sitz war in Köln am Rhein.

## Geschichte
Gegründet wurde das ZYN!-Magazin Ende 1992 von Arno Schürhoff und Markus Klein als Nachfolger verschiedener in der damaligen Mailbox-Szene populärer Literatur- und Satiremagazine. Weitere Gründer waren Frank Meurer und Jörg Tochtenhagen. Die Redaktion bezeichnete das Magazin als „das einzige deutsche Satiremagazin“.
Die ersten Ausgaben erschienen noch als ANSI-Text bzw. später als eine Art Newsletter in der Mailbox-Szene und im FidoNet. Ab 1995 war ZYN! eines der ersten deutschen Satiremagazine im Internet. Viele Jahre wies das Magazin täglich zwischen 120.000 und 150.000 Leser und Besucher auf.
Die Magazingründer und Redakteure lehnten Werbeeinnahmen aus ideologisch-ethischen Gründen stets ab, damit sollte laut eigener Aussage die Unabhängigkeit des Magazins gewährleistet werden. Die auf ZYN! veröffentlichten und oftmals politischen Texte sollten nicht von Werbekunden zensiert werden können.
Für enormes Medienecho sorgte die eigens als Satire-Aktion entwickelte Online-Parodie „Spiggl“ auf das deutsche Nachrichtenmagazin Spiegel Online. Das originale Layout der Spiegel-Online-Webseite wurde von den ZYN!-Programmierern gekapert. Damit wurde der Anschein erweckt, dass Leser sich auf der Spiegel-Seite befänden. „Spiggl“ enthielt viele Nachrichten und Artikel aus der Feder der Satire-Autoren. Die Parodie führte dazu, dass ein dort veröffentlichtes fiktives Interview mit Bundeskanzler Gerhard Schröder über deutsche Atomwaffenpläne von einer iranischen Nachrichtenagentur aufgegriffen und als „echte“ Meldung publiziert wurde.
Anfang 2006 trug Friedrich Merz bei einer Karnevalsveranstaltung einen ZYN!-Artikel als eigenes Werk vor.
ZYN! gewann 2003 den 2. Platz des Alternativen Medienpreises.

## Mitarbeiter
Herausgeber seit 1992 war Markus Klein, unter dem Namen Sammy, Chefredakteur war ebenso lange Arno Schürhoff, unter dem Namen Snorr.
Unter den bis zu 35 Redakteuren und Autoren schrieben in Beiträgen, Artikeln und Kolumnen unter anderem
- Kirsten Peter Rabitsch (1977–2006); Autorenname: Lethargoman
- Andreas Winterer; Autorenname: Zara; Schriftsteller, Journalist und Autor der Romane Cosmo Pollite und Scott Bradley
- Stefanie Teufel; Autorenname: Diabola; Buchautorin der Ratgeberreihe Jetzt lerne ich Suse Linux
- Peter Hostermann; Autorenname Onkelhoste; Autor von Senfblog.de
- Elvira Jibben; Autorin der Satirezeitung und Attacke!
- Raymund Krauleidis; Autor des Romans Schmoltke & Ich
- Rolf Schilling; Autor des Satiremagazins Eulenspiegel
- Frank Hildebrandt; Autor und Ressortleiter der ZYN! Poster Division ZPD

Seit dem Jahr 2000 kamen zudem noch die sogenannten „Stricher“ hinzu, die satirische Bezeichnung für die Zeichner und Cartoonisten des ZYN!-Magazins und des 2004 gegründeten eigenen toonster-Verlags.
Zu den Cartoonisten, die auch auf ZYN! veröffentlicht wurden, gehörten unter anderem
- Joscha Sauer (Künstler und Erfinder der Nichtlustig-Cartoonreihe)
- Sven Knoch (Erfinder von Ivy’s Bar)

Zudem erfanden die technischen Programmierer der Redaktion, zu denen die IT-Experten Jörn Reder und Hrvoje Husic gehörten, eine redaktionseigene Publishing Software mit dem Namen „ZAS“, welche technische Möglichkeiten für die Redakteure bereitstellte, sowohl Artikel zu verfassen als auch zeitnah zu veröffentlichen.